# Csománfalva
Csománfalva (ukránul: Чумальово [Csumalovo]) falu Ukrajnában, Kárpátalján, a Técsői járásban.

## Fekvése
Técsőtől északnyugatra, a Talabor mellett, Kövesliget és Dulfalva közt fekvő település.

## Története
A falu 1399-ben említette először oklevél Chamalfalua alakban. 1412-ben Chomanfalva, 1773-ban Csomanfalva néven írták.
1910-ben 1605 lakosából 1361 fő ruszin, 234 német, 10 pedig magyar volt. A népességből 1373 görögkatolikus, 23 izraelita volt. A trianoni békeszerződés előtt Máramaros vármegye Técsői járásához tartozott.
Lakosai régen mészégetésből és cserépedény-készítésből éltek.

## Nevezetességek
- Görögkatolikus temploma.